# SMS Dresden (1908)
El SMS Dresden fue un crucero ligero (Kleiner Kreuzer en alemán) de la Kaiserliche Marine alemana, botado en 1906, de 118 m de eslora y tres chimeneas, armado con diez cañones de 105 mm, y el primer crucero alemán equipado con turbinas tipo Parsons y cuatro hélices navales tetrapalas, que le permitían alcanzar 28 nudos, cuatro más que su gemelo, el SMS Emden, con el cual constituía clase. Tuvo una destacada participación en la evacuación de alemanes radicados en el puerto de Veracruz en México a principios de 1914, llevando entre sus oficiales al teniente de navío Wilhelm Canaris. El deportado dictador Victoriano Huerta también fue evacuado en este buque, durante la Revolución Mexicana. Su color en tiempo de paz fue amarillo ocre y blanco/gris claro en tiempo de guerra. Pancho Villa hizo un ofrecimiento al gobierno alemán para comprar este crucero y otros más.[cita requerida]

## Diseño y construcción

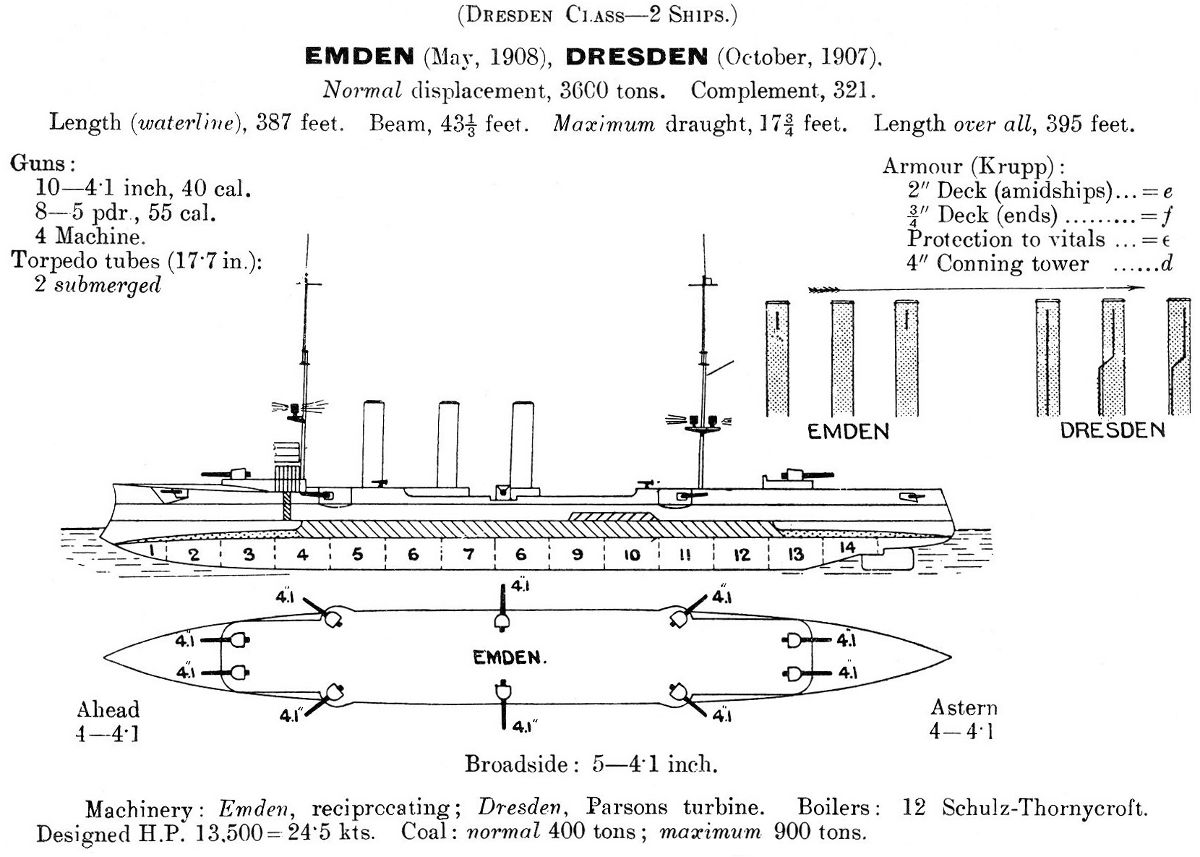
Esquema de la clase Dresden

La Ley Naval de 1898 autorizó la construcción de treinta nuevos cruceros ligeros; el programa comenzó con la clase Gazelle, que se desarrolló en las clases Bremen y Königsberg, que incorporaron mejoras incrementales a lo largo del curso de la construcción. La principal modificación para los dos cruceros de la clase Dresden, asignados al año fiscal 1906, consistió en una caldera adicional para el sistema de propulsión para aumentar la potencia del motor.
El Dresden tenía 118,3 m (388,1 pies) de eslora total (LOA) y una eslora de flotación (LWL) de 117,9 m (386,8 pies). El buque tenía 13,5 m (44,3 pies) de manga, con un calado de 5,53 metros en proa (Cpr). Su desplazamiento estándar (Δe) era de 3364 t (3310,9 LT) según su diseño y hasta 4268 t (4200,6 LT) a plena carga (Δm). El barco tenía una superestructura mínima, que consistía en una pequeña torre de mando y una estructura de puente. Su casco tenía un castillo de proa elevado y un alcázar, junto con una proa de espolón pronunciada. Estaba equipado con dos mástiles. Tenía una tripulación de 18 oficiales y 343 hombres más, entre suboficiales y marinería, totalizando 361 hombres.
Su sistema de propulsión consistía en dos turbinas Parsons de vapor, que impulsaban dos de hélices de tornillo. El vapor era proporcionado por doce calderas acuotubulares de tipo marino Schultz-Thornycroft alimentadas con carbón que se ventilaban a través de tres chimeneas. El sistema de propulsión estaba diseñado para proporcionar 15 000 CV (11 033 kW; 14 795 HP) para una velocidad máxima de 24 nudos (44,4 km/h; 27,6 mph). El Dresden transportaba hasta 860 t (846,4 LT) de carbón, lo que le daba un alcance de 3600 millas náuticas (6667,2 km; 4142,8 mi) a 14 nudos (25,9 km/h; 16,1 mph). El Dresden fue el primer crucero alemán en estar equipado con turbinas de vapor más potentes; los cruceros anteriores utilizaban los motores de triple expansión, lo que diferenciaba de su buque gemelo, el SMS Emden.
El armamento principal del barco estaba compuesta por diez cañones SK L/40 de 105 mm (4,1 pulgadas) montados en pivotes simples. Dos estaban colocados uno al lado del otro en la proa del castillo de proa; seis estaban ubicados en los costados, tres a cada lado; y dos estaban colocados uno al lado del otro en popa. Los cañones podían alcanzar objetivos a una distancia de hasta 12 200 m (13 342 yardas), y estaban provistos de 1 500 rondas de munición, 150 por cañón. El armamento secundario consistía en ocho cañones SK L/55 de 52,8 mm (2 pulgadas), también montados en un solo pivote. Tenía dos tubos lanzatorpedos de 450 mm (17,7 pulgadas) con cuatro torpedos, montados por debajo de la línea de flotación, y podía transportar cincuenta minas navales.
El barco estaba protegido por una cubierta blindada en curva desde 20 mm  hasta 80 mm (3,1 plg) de espesor. Se inclinaba hacia abajo a los lados del casco para proporcionar defensa contra el fuego entrante; la parte inclinada tenía un espesor de 50 mm (2 plg). La torre de mando tenía tenía desde 20 mm hasta lados de 100 mm (3,9 plg) de espesor, y los cañones estaban protegidos por escudos protectores de 50 mm (2 plg) de espesor. Las brazolas tenían un espesor de 100 mm

## Historia de servicio

### Antes de la Primera Guerra Mundial
El Dresden fue ordenado bajo el nombre de contrato Ersatz Comet. Fue puesto en grada en el astillero Blohm & Voss en Hamburgo en 1906 y botado el 5 de octubre de 1907. El Oberbürgermeister de su ciudad que presta su epónimo, Otto Beutler, bautizó el buque. A continuación, comenzaron los trabajos de acondicionamiento y el Dresden fue incorporado a la Flota de Alta Mar el 14 de noviembre de 1908. Después de su puesta en servicio, el Dresden comenzó sus pruebas de mar. El 28 de noviembre chocó accidentalmente y lo hundió con el galeas sueco Cäcilie en las proximidades de Kiel. El eje de la hélice de estribor del Dresden quedó virado 30 milímetros (1,2 plg), y requirió seis meses de trabajo de reparación. Reanudó las pruebas de mar en 1909, pero un accidente de turbina requirió de nuevo más reparaciones, que duraron hasta septiembre.
Aunque el Dresden no había completado las pruebas requeridas, sus pruebas se declararon terminadas el 7 de septiembre, ya que se le había ordenado visitar los Estados Unidos. El propósito del viaje era representar a Alemania en la Celebración Hudson-Fulton en Nueva York. Al Dresden se le unieron los cruceros protegidos Hertha y Victoria Louise y el crucero ligero Bremen. El Dresden partió de Wilhelmshaven el 11 de septiembre y se detuvo en Newport (Gales), donde se encontró con el resto de los barcos de la escuadra. Los barcos llegaron a Nueva York el 24 de septiembre, permanecieron allí hasta el 9 de octubre y regresaron a Alemania el 22 de octubre.

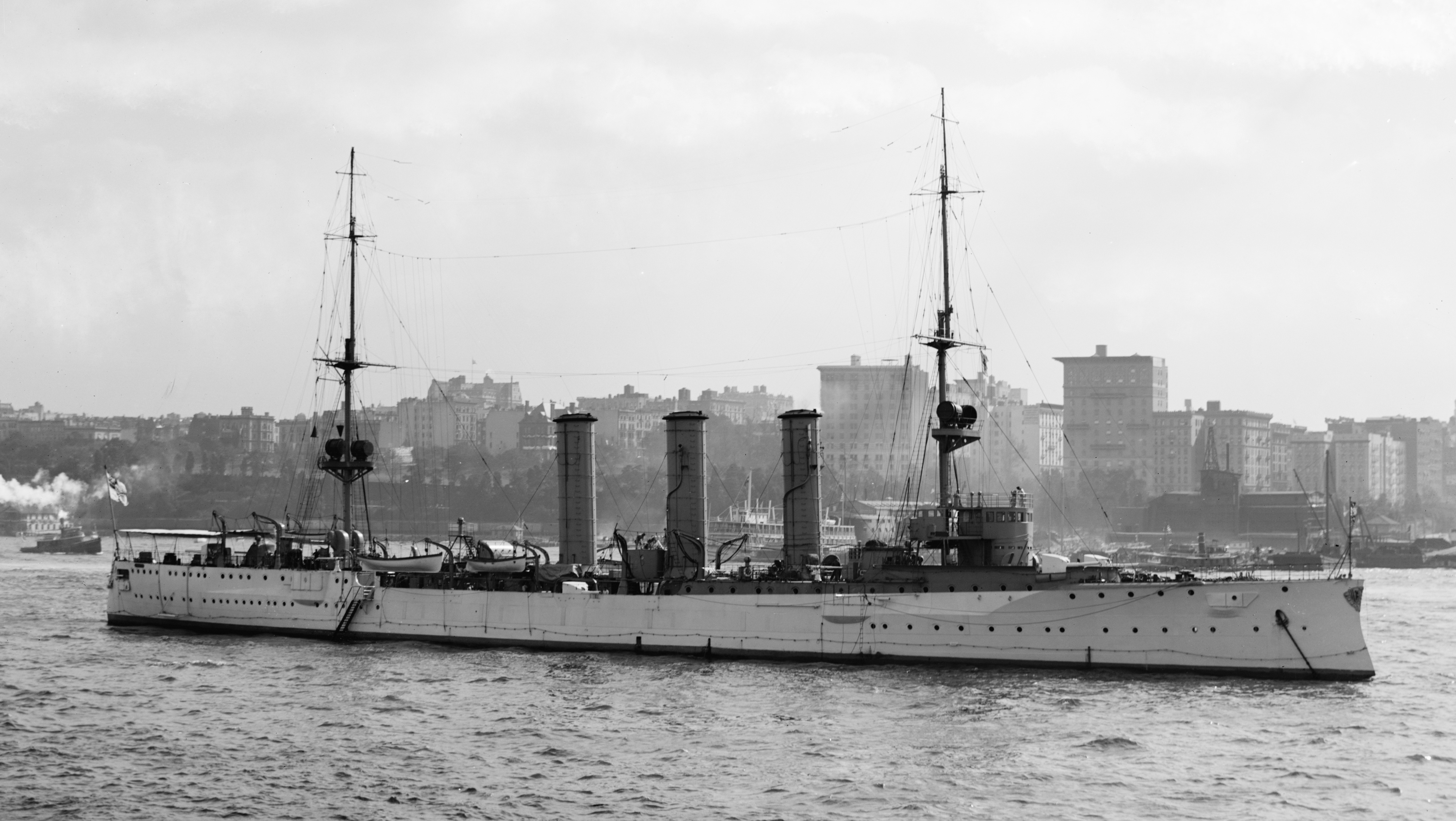
El Dresden visitando Nueva York en 1909

El Dresden se unió entonces a la fuerza de reconocimiento de la Flota de Alta Mar; los dos años siguientes consistieron en la rutina en tiempo de paz de ejercicios de escuadrón, cruceros de entrenamiento y ejercicios anuales de flota. El 16 de febrero de 1910 colisionó con el crucero ligero Königsberg. La colisión causó daños significativos en el Dresden, aunque nadie en ninguno de los dos buques resultó herido. Regresó a Kiel para reparaciones, que duraron ocho días. El Dresden visitó Hamburgo del 13 al 17 de mayo de ese año. Del 14 al 20 de abril de 1912, fue transferido temporalmente al Escuadrón de Entrenamiento, junto con el crucero acorazado Friedrich Carl y el crucero ligero Mainz. En el año 1911-12, el Dresden ganó el Schießpreis (Premio de Tiro) del Káiser por su excelente artillería entre los cruceros ligeros de la Flota de Alta Mar. Desde septiembre de 1912 hasta septiembre de 1913, fue comandado por el Fregattenkapitän Fritz Lüdecke, quien volvería a comandar el barco durante la Primera Guerra Mundial.

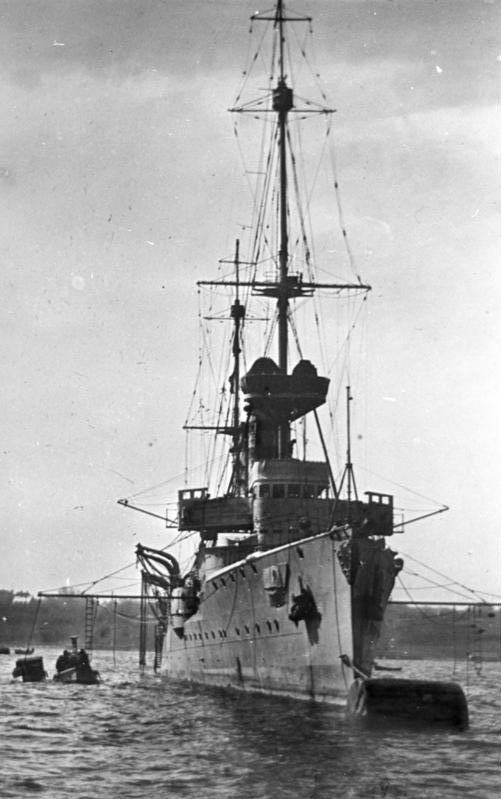
El Dresden amarrado a una boya con peso muerto, en fecha y localización desconocida

El 6 de abril de 1913, el buque y el crucero Straßburg fueron enviados desde Kiel al mar Adriático, donde se unió a la Mittelmeerdivision (División del Mediterráneo), centrada en el crucero de batalla Goeben y comandada por el Konteradmiral Konrad Trummler. Los barcos navegaron por el Mediterráneo oriental durante varios meses, y a finales de agosto, el Dresden recibió la orden de regresar a Alemania. Después de llegar a Kiel el 23 de septiembre, fue llevado al Kaiserliche Werft (Astillero Imperial) para una revisión que duró hasta finales de diciembre. Estaba previsto que regresara a la División del Mediterráneo, pero el Admiralstab (Estado Mayor del Almirantazgo) reasignó al Dresden a la estación norteamericana para proteger los intereses alemanes en la Revolución Mexicana. El crucero Bremen, entonces en aguas norteamericanas, también debía regresar a Alemania, pero su sustituto, el Karlsruhe, aún no había entrado en servicio. El 27 de diciembre de 1913, el Dresden zarpó de Alemania por última vez y llegó a Veracruz el 21 de enero de 1914, bajo el mando del Fregattenkapitän Erich Köhler, relevando al SMS Bremen en tareas de protección de los alemanes resdidentes en México. Los Estados Unidos ya habían enviado un escuadrón de buques de guerra a la ciudad, al igual que varios otros países.
El Admiralstab ordenó al Hertha, que había estado en un crucero de entrenamiento para cadetes navales, que se uniera al Dresden frente a México. El Bremen también fue llamado para reforzar el contingente naval alemán; después de su llegada, se le asignó la tarea de transferir a los ciudadanos europeos a los transatlánticos alemanes de la naviera HAPAG. El Dresden y el crucero británico HMS Hermione rescataron a 900 ciudadanos estadounidenses atrapados en un hotel en Veracruz y los transfirieron a buques de guerra estadounidenses. El cónsul alemán en la Ciudad de México solicitó fuerzas adicionales, por lo que el Dresden proporcionó un grupo de desembarco al mando de un maat (suboficial subalterno) y diez marineros, armados con dos ametralladoras MG 08. El 15 de abril de 1914, el Dresden zarpó hacia Tampico, en la costa del Golfo de México. Ese mes, el buque mercante de bandera alemana SS Ypiranga llegó a México, llevando una carga de armas pequeñas para el régimen del dictador mexicano Victoriano Huerta. Los Estados Unidos habían impuesto un embargo de armas en un intento de reducir la violencia de la guerra civil. La Marina de los Estados Unidos interceptó al Ypiranga el 21 de abril. El Dresden arribó, confiscó el mercante y le obligó a entrar en el servicio naval para transportar refugiados alemanes fuera de México. A pesar del embargo estadounidense, los alemanes entregaron las armas y municiones al gobierno mexicano el 28 de mayo.
El 20 de julio de 1914, después de la caída del régimen de Huerta, el Dresden llevó a Huerta, su vicepresidente, Aureliano Blanquet, y sus  familias a Kingston, Jamaica, donde Gran Bretaña les había concedido asilo. Al llegar a Kingston el día 23, Köhler es informado de las crecientes tensiones políticas en Europa durante la Crisis de julio que siguió al asesinato del archiduque Francisco Fernando. En este momento, el barco necesitaba reparaciones en Alemania, y se reunió con su reemplazo, el Karlsruhe, en Puerto Príncipe, Haití, al día siguiente. Lüdecke, quien había llegado al mando del Karlsruhe, cambió puesto con Köhler a bordo del Dresden. El almirantazgo ordenó inicialmente al Dresden retornar a Alemania para una manutención general, poniendo rumbo el día 26 hacia la isla de Santo Tomás, pero la intensa amenaza de guerra para el 31, llevó a la oficina a revocar la orden, en su lugar instruyó a Lüdecke para prepararse para llevar a cabo una Handelskrieg (guerra de corso) en el Atlántico.

### Primera Guerra Mundial
Después de recibir la orden de permanecer en el Atlántico, Lüdecke dirigió su buque al sur mientras mantenía silencio radial para evitar que barcos de guerra hostiles descubrieran su nave. En la noche del 4–5 de agosto, recibió un reporte radial que le informaba de la declaración de guerra de Gran Bretaña a Alemania. El eligió el Atlántico Sur como área operacional para el Dresden, y navegó a la costa brasileña. Frente a la boca del río Amazonas, detuvo un buque mercante británico el 6 de agosto. Al barco, el SS Drumcliffe, cuyo capitán aseguró no saber nada de la entrada en guerra de Gran Bretaña, se le permitió continuar de acuerdo con las reglas de las Conferencias de La Haya de 1899 y 1907. El Dresden se encontró con el collier alemán SS Corrientes, un navío de la Hamburg Süd. El crucero se movió al Atolón de las Rocas él 12, junto con los vapores SS Prussia, SS Baden, y SS Persia de la Hapag. Después de dejar el atolón, en ruta a Trinidad, el Dresden capturó el vapor británico SS Hyades; Lüdecke sacó la tripulación y entonces lo hundió. El Dresden capturó el collier británico SS Holmwood el 24 de agosto y lo hundió después de evacuar su tripulación. Después de llegar a Trinidad, se reunió con el cañonero SMS Eber y varios vapores.

Mapa que muestra los viajes de los buques de guerra alemanes en el Pacífico y el Atlántico Sur; la ruta del Dresden se muestra en púrpura

#### Batalla de Coronel

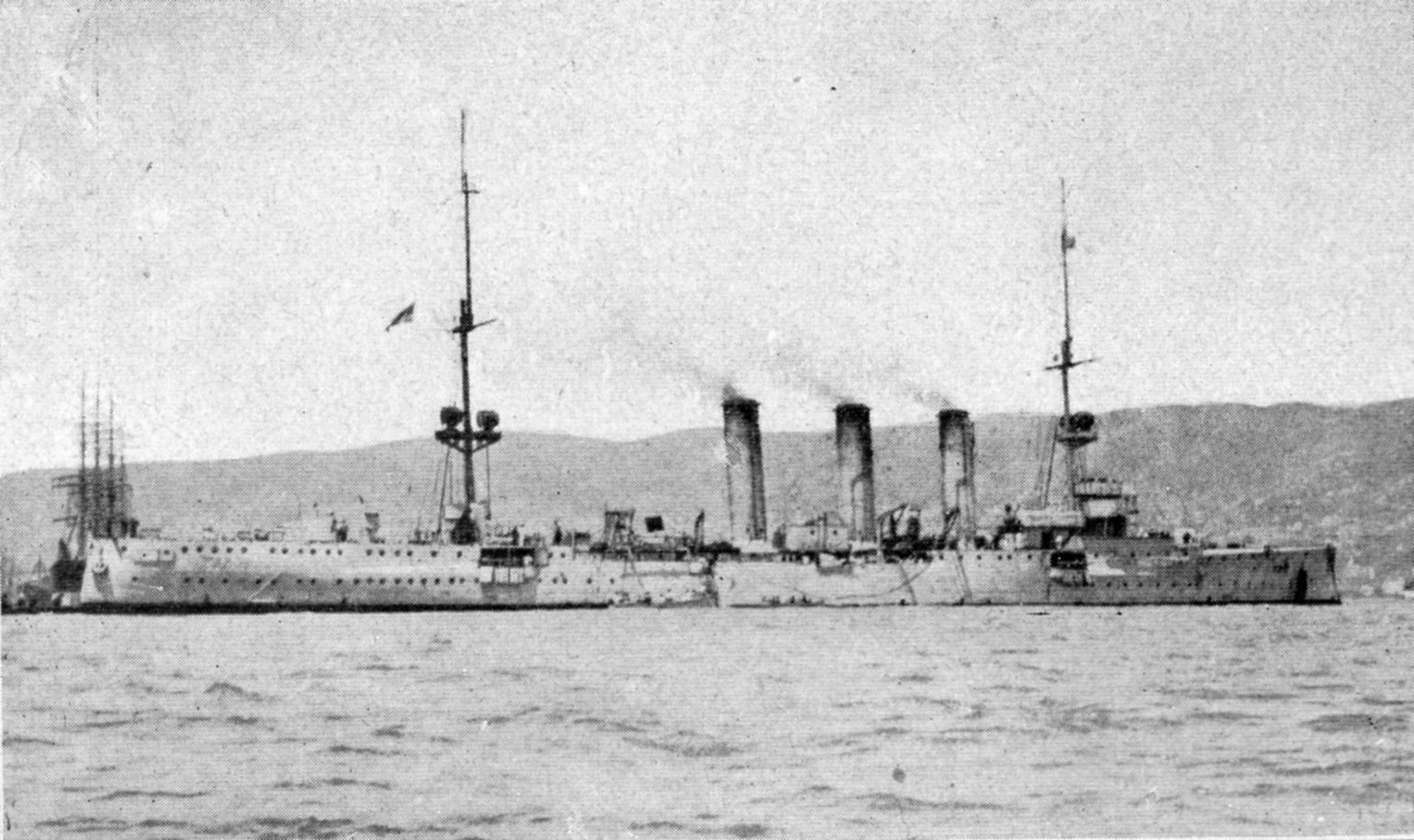
Crucero ligero SMS Dresden en Valparaíso, Chile, 13 de noviembre de 1914

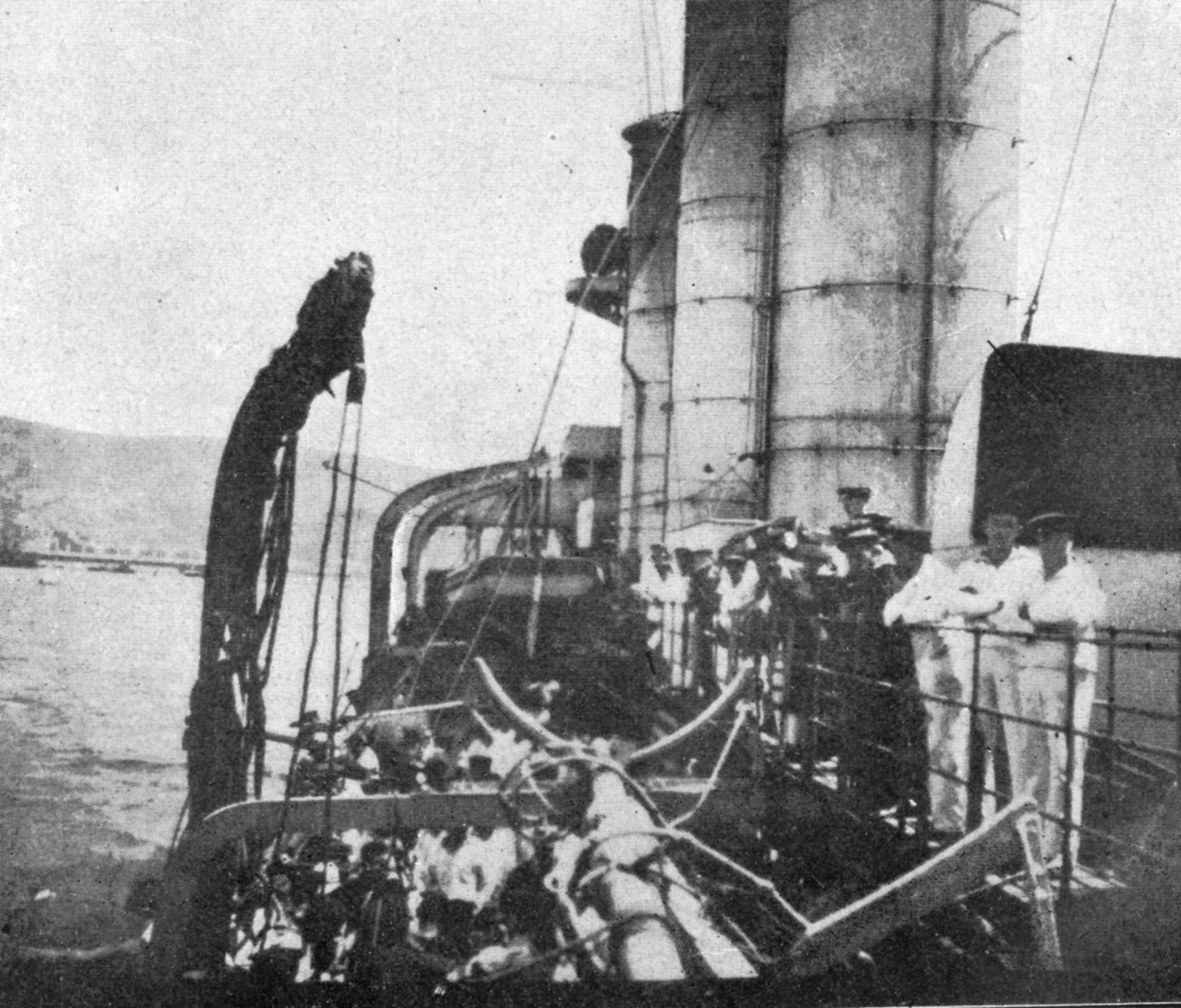
SMS Dresden en Valparaíso, Chile, 13 de noviembre de 1914. Vista de babor en dirección a la proa

Se unió a la flota de von Spee, que venía desde Tsingtao (China), en la isla de Pascua. Desde ahí zarpó con la flota hacia la costa sudamericana, específicamente al cabo de Hornos.
Participó en la batalla de Coronel (Chile) el 1 de noviembre de 1914, donde la flota alemana resultó victoriosa. Durante la batalla, el Dresden se mostró mucho más lento que sus pares acorazados, haciendo que el acorzado británico Good Hope estuviese a punto de lograr huir por la orden de von Spee de hacer que la escuadra esperase al Dresden. En este combate se enzarzaría con el crucero auxiliar Otranto y con el Glasgow, el mismo que meses más tarde dispararía la salva definitiva que hundiría al crucero alemán.
A primera hora de la mañana del 1 de noviembre, Spee sacó a su escuadrón de Valparaíso, navegando a 14 nudos (26 km/h; 16 mph) hacia el sur hacia Coronel. Alrededor de las 16:00, el Leipzig avistó la columna de humo del crucero británico, buque insignia de la flotilla enemiga. A las 16:25, los otros dos barcos habían sido avistados. Los dos escuadrones redujeron lentamente la distancia, hasta que los alemanes abrieron fuego a las 18:34, a una distancia de 10.400 m (11.400 yardas). Los barcos alemanes se enfrentaron a sus homólogos, con el Dresden haciendo fuego contra el Otranto. Después de la tercera salva del Dresden, el Otranto se alejó; los alemanes afirmaron que hubo un impacto que causó un incendio, aunque el Otranto informó que no sufrió daños. Tras la partida del Otranto, el Dresden cambió dirección de tiro al Glasgow, que también fue objetivo del Leipzig. Ambos cruceros alemanes alcanzaron a su oponente británico ev cinco ocasiones.
Alrededor de las 19:30, Spee ordenó al Dresden y al Leipzig lanzar un ataque con torpedos contra los cruceros acorazados británicos dañados. El Dresden aumentó la velocidad para posicionarse lejos de la proa británica, y divisó brevemente al Glasgow mientras se retiraba, pero el crucero británico desapareció en la neblina y la oscuridad creciente. El Dresden se encontró entonces con el Leipzig; ambas naves inicialmente pensaron que la otra era hostil. La tripulación del Dresden estaba cargando un torpedo cuando los dos barcos confirmaron uno la identidad del otro. A las 22:00, el Dresden y los otros dos cruceros ligeros estaban desplegados en una línea que buscaba sin éxito a los cruceros británicos. El Dresden había salido completamente indemne de la batalla.

Esquema de la Batalla de Coronel. Los buques alemanes vinieron del norte y los británicos desde el sur. Dos buques británicos fueron hundidos y otros dos consiguieron escapar

El 3 de noviembre, Spee llevó al Scharnhorst, al Gneisenau y al Nürnberg de vuelta a Valparaíso para aprovisionarse y consultar con el Admiralstab. Las leyes de neutralidad solo permitían tres buques de guerra beligerantes en un puerto en un momento dado. El Dresden y el Leipzig permanecieron con los carboneros de la escuadra en Más a Fuera. Spee regresó a Más a Fuera el 6 de noviembre, y separó el Dresden del Leipzig para una visita a Valparaíso, donde también reabastecieron sus suministros. Los dos cruceros llegaron el 12 de noviembre, partieron al día siguiente y se encontraron con el resto de la escuadra en mar abierto el 18 de noviembre. Tres días después, el escuadrón ancló en la bahía de San Quintín, en el golfo de Penas, donde se reabastecieron de carbón. La Royal Navy había desplegado el par de cruceros de batalla del vicealmirante Doveton Sturdee, el Invincible y el Inflexible, para dar caza al escuadrón alemán. Salieron de Gran Bretaña el 11 de noviembre y llegaron a las Islas Malvinas el 7 de diciembre. Allí se unieron a los cruceros acorazados Cornwall, Kent y Carnarvon, y a los cruceros ligeros Glasgow y Bristol. Los británicos ignoraban la posición de los alemanes, por lo que tenían planeado zarpar hacia Chile el 9 de diciembre para darles caza, pero en lugar de ello, se presentó la escuadra alemana frente a ellos en Port Stanley.
El 26 de noviembre, el escuadrón alemán de Asia Oriental zarpó de la bahía de San Quintín con destino al Atlántico. El 2 de diciembre, capturaron el velero canadiense Drummuir, que transportaba 2.750 t (2.710 toneladas largas) de carbón galés de alta calidad. A la mañana siguiente, los alemanes anclaron frente a la isla Picton, donde descargaron el carbón del Drummuir para suministro propio. En la mañana del 6 de diciembre, Spee celebró un consejo a bordo del Scharnhorst para discutir sus próximos movimientos. Con el apoyo de los capitanes del Scharnhorst y el Gneisenau, argumentó las ventajas de un ataque a las Malvinas para destruir la estación inalámbrica británica y las reservas de carbón allí localizadas. Lüdecke y los capitanes del Leipzig y Nürnberg se opusieron al plan, y estaban a favor soslayar el paso de las Malvinas y dirigirse directamente la zona de La Plata para continuar atacando a los buques británicos.

#### Batalla de las islas Malvinas

Esquema del desarrollo de la Batalla de las Malvinas

Durante una parada de abastecimiento en Valparaíso su gemelo, el SMS Emden, fue inutilizado en las islas Cocos (12°11′10.24″S 96°49′47.07″E / -12.1861778, 96.8297417) el 9 de noviembre por el HMAS Sydney.
La flota de von Spee dejó Valparaíso y rodeando el Cabo de Hornos, siguió una derrota que le llevara a las Islas Malvinas para atacar Puerto Stanley. El SMS Dresden era el buque más alejado de la escuadra de Spee, cuando la flota británica pudo hacerse a la mar desde Puerto Stanley, la flota alemana perdió el factor sorpresa que los alemanes pretendían.
En la tarde del 6 de diciembre, los barcos alemanes zarparon de la isla Picton, con destino a las Malvinas. El 7 de diciembre, rodearon Tierra del Fuego y viraron rumbo norte hacia el Atlántico. Llegaron a las Malvinas alrededor de las 02:00; tres horas más tarde, Spee separó el Gneisenau y el Nürnberg para desembarcar un grupo en tierra. A las 08:30, los barcos se acercaban a Puerto Stanley, cuando notaron espesas columnas de humo que se elevaban desde el puerto. Después de acercarse a la entrada del puerto, rápidamente se percataron de que se enfrentaban a un escuadrón mucho más poderoso, que estaba empezando a tomar fuerza. Spee interrumpió inmediatamente la operación y giró hacia el este para huir antes de que los barcos británicos pudieran alcanzar a su escuadrón. A las 10:45, el Gneisenau y el Nürnberg se habían reunido con la flota, y los buques auxiliares alemanes se separaron de sus buques capitales para buscar refugio en el laberinto de islas frente al Cabo de Hornos.
Los barcos británicos partieron en su persecución, y a las 12:50, los dos cruceros de batalla al mando del vicealmirante Sir Frederick Sturdee habían alcanzado a los alemanes. Un minuto después, dio la orden de abrir fuego contra el barco alemán Leipzig. Spee ordenó a los tres pequeños cruceros que intentaran escapar hacia el sur, mientras él regresaba con el Scharnhorst y el Gneisenau en un intento de mantener a raya a la escuadra británica. Sturdee había previsto esta posibilidad, por lo que había ordenado a sus cruceros acorazados y ligeros que persiguieran a los cruceros ligeros alemanes. Los cruceros de batalla rápidamente abrumaron a los cruceros acorazados de Spee y los destruyeron con una gran pérdida de vidas. El Dresden, con sus motores de turbinas, fue capaz de superar a sus perseguidores, y fue el único buque de guerra alemán que escapó de la masacre, gracias a alcanzar la velocidad de 27 nudos. Lüdecke decidió llevar su buque a las islas de América del Sur para mantener un suministro constante de carbón disponible.
La prensa japonesa se atribuyó la victoria en la batalla incluso antes de producirse, aduciendo que la flota de Spee fue castigada por la Armada japonesa previamente y los británicos lucharon contra un enemigo muy limitado. En días previos, el mando naval japonés no quiso subordinarse al británico en una lucha conjunta contra el enemigo común y prefirieron actuar separadamente. El mando japonés afirmó que: 

En el gran mar del mundo, al Oeste del continente americano, hay un solo mando supremo, y éste es el japonés.
Cuartel General Imperial

### Refugiado en el océano Pacífico
El 9 de diciembre, volvió a doblar el Cabo de Hornos para regresar al Pacífico. Ese día, fondeó en la bahía de Sholl, con solo 160 t (157 toneladas largas) de carbón restantes. El Oberleutnant zur See Wilhelm Canaris convenció al representante naval chileno de la región de que permitiera al Dresden permanecer en la zona veinticuatro horas más para que se pudiera aprovisionarse de carbón adecuadamente para llegar a Punta Arenas. Llegó allí el 12 de diciembre y recibió 750 t (740 toneladas largas) de carbón de un vapor alemán. El Admiralstab esperaba que el Dresden pudiera abrirse paso hasta el Atlántico y regresar a Alemania, pero el mal estado de sus motores lo impedía. Ante esta tesitura, Lüdecke decidió intentar cruzar el Pacífico a través de la Isla de Pascua, las Islas Salomón y las Indias Orientales Neerlandesas y atacar el comercio en el Océano Índico. El Dresden recibió otras 1.600 t (1.575 toneladas largas) de carbón el 19 de enero.

#### Persecución y ocultamiento

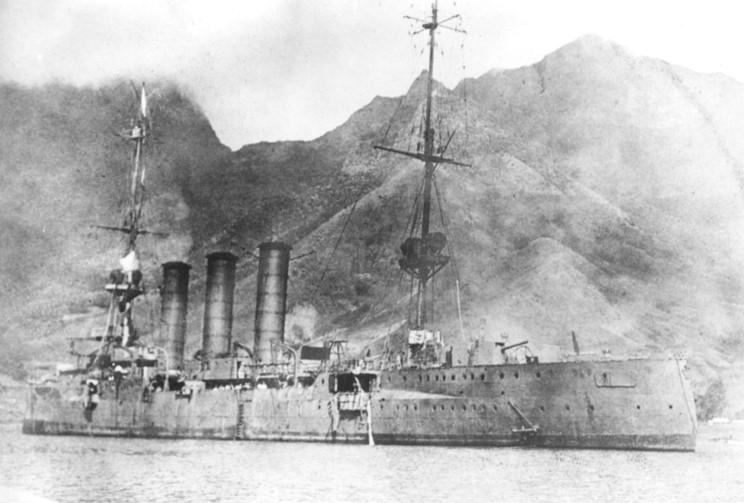
El Dresden en marzo de 1915 antes de hundirse en Juan Fernández.

Los británicos no deseaban que el SMS Dresden se les escabullera y dieron una batida de caza por toda la región austral sin encontrarlo. El SMS Dresden navegó por los canales patagónicos en busca de refugio. Una vez agotado el carbón, se mantuvo refugiado en estrechos canales patagónicos chilenos no demarcados geográficamente (isla Santa Inés e isla Santa Magdalena), por espacio de varios meses y cambió de posición en muchas ocasiones, dentro de la misma zona. El lugar más espectacular fue el fiordo de Quintupeu (42°5′41.17″S 72°33′16.40″O / -42.0947694, -72.5545556), en cuya boca apenas cabía el SMS Dresden. Estuvo fondeado en Llancahué (42°10′17.30″S 72°24′06.37″O / -42.1714722, -72.4017694), Porcelana (42°29′3.36″S 72°26′11.69″O / -42.4842667, -72.4365806), Cahuelmó y Quintupeu. La tripulación sobrevivió gracias a la abundante caza, pesca y fuentes de aguas naturales bebestibles, así como a la ayuda de algunos escogidos alemanes residentes en Chile, tales como Harry Rothenburg y Albert Pagels radicados en Punta Arenas (Chile). Estas personas gestionaron el aprovisionamiento de carbón, víveres y noticias a la tripulación alemana.

### 6 de febrero de 1915 a fin de mes
Una descripción de los lugares donde se refugió el buque la tenemos en un artículo publicado por el profesor de Historia Juan Carlos Velásquez, para el Diario chileno El Llanquihue, el 21 de abril de 2002. En ella relata los avatares del buque y su aprovisionamiento furtivo:

Quintupeu es un bellísimo fiordo, solitario, con una estrecha entrada de no más de un cable de ancho, con un saco de tres millas y un ancho de media milla, rodeado de acantilados de unos 600 m de altura, cubiertos de profusa vegetación, útil para abastecer las calderas del buque con una cascada de purísima agua.»
«El 6 de febrero de 1915, al atardecer, llega hasta aquí el averiado SMS Dresden, con las máquinas quejándose y rechinando. Al pasar los enormes acantilados de la estrecha entrada, se observó un velero con bandera alemana que resultó ser uno de los barcos de la flota de Carlos Oelkers de Calbuco que venía capitaneado por Enrique Oelkers, acompañado del eficiente colaborador Albert Pagels, quien les había informado de la emergencia del buque y traía víveres, carbón y mecánicos para llevarse las piezas dañadas a Calbuco y Puerto Montt. A fines de febrero de 1915 y estando ya en condiciones de navegar, aunque con bajas reservas de carbón, buscó encontrarse con un barco alemán abastecedor en alta mar y luego emprender la ruta de los veleros, la de los Rugientes Cuarentas, hacia Oceanía.»
«Esa misma noche empezó la gloriosa estancia del Dresden en este maravilloso fiordo. El aire tibio de verano, la banda tocando en cubierta, cerveza, cecinas de las buenas, auténticas, fabricadas por los alemanes residentes y salchichas en fondos con agua hirviendo, ¡no podía haber nada más estupendo después de tantas privaciones! A la mañana siguiente, muy temprano, se empieza con el desarme de las piezas dañadas. Todo el personal tenía algo que hacer, había que apurarse, pues era de suponer que no podrían quedarse mucho tiempo, ya que ello contravenía la Convención de La Haya. Se sacaron dos pesadísimas tapas de las calderas semifundidas por las tremendas temperaturas a que habían sido sometidas, así como ejes y partes de los comandos del timón. Todo fue trasladado al velero de la flota de Oelkers que partiría rumbo a Calbuco y Puerto Montt. El personal, agotado, se retiró temprano. Al otro día se continuó con la labor de desarme de las últimas piezas dañadas con las que saldrían al día siguiente a las 5 de la mañana el capitán Wiebliz, Albert Pagels y dos marineros en la lancha de vapor del buque, rumbo a la isla Guar para ser entregados al mediodía en el solitario estero de Chipué a la Elfeide, la goleta de Pagels comandada por su colaborador Schindling, y llevarlos a reparar a Puerto Montt, estratagema meticulosamente elaborada con anterioridad para no delatar la posición del Dresden.»
«Antes de partir con Pagels, Schindling entregó al capitán Wiebliz una bolsa con correspondencia para el buque, recopilada por muy diferentes y extraños medios. Enfilados a 182° magnéticos, rumbo que mantendrán por 10 millas para luego virar a babor, a la cuadra de la isla Queultín y tomar el nuevo rumbo de 124° hacia la isla Llancahué. Era un día soleado con mar plana y suave viento del NW. El pequeño motor a vapor de la lancha resoplaba acompasadamente, manteniendo una velocidad, con ayuda del viento, de 7 nudos que les auguraba una pronta llegada en unas 7 horas. Faltando más de una hora para efectuar el cambio de rumbo en la isla Queltin, el capitán Wiebliz, a instancias de los tripulantes, accedió a abrir el saco de la correspondencia. Sobre todas las cartas se destacaba inmediatamente una caja dirigida a uno de los marineros tripulantes, Otto Hunger, el corneta del buque, quien con gran apresuramiento y ansiedad la abrió: era un grueso chaleco con cuello de piel que le había tejido su madre, pues él en una carta se había quejado del frío de los canales magallánicos. Con gran alborozo se lo pone a pesar de que no correspondía a la temperatura veraniega. Al cambiar el rumbo hacia el oeste, favorecida por el viento de empopada, la pequeña embarcación aumentó su andar a casi 8 nudos, lo que les permitió llegar al buque con el sol aún alto.»
«Sobre la cubierta encontraron un misterioso cajón. El aserrín y restos de tablas que lo rodeaban denotaban su reciente construcción. Al preguntar a que correspondía, nadie supo contestar. Cuando el capitán Wiebliz fue a informar sobre su misión al Comandante Lüdecke, le preguntó por el misterioso cajón. El comandante le informó que se trataba del molde que se usaría para concretar la caja que contenía el tesoro mexicano, el que intentaba fondear en Quintupeo, ya que no había sido posible depositarlo en un banco en Alemania. “Nuestro destino es demasiado incierto como para continuar con esta responsabilidad”, justificó el comandante. En la mañana, el misterioso cajón había desaparecido, no quedaba ni rastro de su existencia. Al fondo del buque, en una bodega de la sentina, el teniente Canaris, Karl Hartwig el torpedero y Gregor Bitter el carpintero, en estricto secreto, envuelven la caja del tesoro con linoleum y la sellan con brea, para luego introducirla en el mentado cajón y concretarlo con la mezcla que el carpintero ya tenía preparada. Terminada esta última operación, Bittler introdujo en la mezcla dos ganchos de fierro para posteriormente, y una vez fraguado, izar el pesado bloque con la grúa de torpedos.»
Profesor de Historia Juan Carlos Velásquez. Diario El Llanquihue 21 de abril de 2002

#### Intento de travesía
El 14 de febrero, el Dresden abandonó las islas frente a la costa sudamericana hacia el Pacífico Sur. El 27 de febrero,  a la altura del puerto de Corral, el crucero sorprendió y hundió la bricbarca británica Conway Castle al sur de Más a Tierra. Sus tripulantes fueron recogidos y evacuados más tarde a Valparaíso en un barco de aprovisionamiento alemán.De diciembre a febrero, el transatlántico alemán SS Sierra Cordoba había abastecido al Dresden y lo había acompañado hacia el norte hasta un último repostaje de carbón en el archipiélago Juan Fernández, justo antes de que el crucero fuera echado a pique por su tripulación.
En principio, su objetivo era tomar la ruta de los veleros, una vez abastecido de un barco amigo, pero en lugar del abastecedor se encontró con su última presa. El velero británico venía sin carbón suficiente, por lo que las estimaciones de combustible para realizar semejante travesía le ponían en peligro de quedar a la deriva en medio del Pacífico.
El 1 de marzo, estando a la deriva, en la amanecida de una neblinosa mañana, los alemanes divisaron la silueta de un crucero británico, que a su vez los divisó navegando a baja velocidad. Lüdecke contaba con pasar por un crucero chileno, ya que había sido repintado en un color más oscuro, semejante a los de la Armada de Chile. Pero los británicos reconocieron al SMS Dresden e informaron por telegrafía sin hilos a sus pares, siguiéndole bajo el horizonte.

#### Archipiélago Juan Fernández
Con sus reservas de carbón alarmantemente bajas, el crucero buscó abastecimiento el 2 de marzo en puerto chileno, en la bahía Cumberland en la entonces llamada Isla Más a Tierra, actual Archipiélago Juan Fernández. La idea de Lüdecke era abastecer el navío para emprender definitivamente la navegación hacia Oceanía para encontrarse con su gemelo SMS Emden.
El 8 de marzo, el Dresden estaba a la deriva en una densa niebla cuando los vigías vieron al Kent, que también tenía los motores apagados, a unas 15 millas náuticas (28 km) de distancia. Ambos barcos levantaron vapor de inmediato, y el Dresden escapó tras una persecución de cinco horas. El esfuerzo extenuante agotó sus reservas de carbón y sobrecargaron sus motores. Lüdecke decidió que su barco ya no estaba operativo, e internó para conservarlo. La mañana del 9 de marzo, atracó en Más a Fuera, fondeando en la bahía de Cumberland a las 8:30. El día 10, Lüdecke recibió por radio la autorización del Almirantazgo alemán para permitir que el Dresden fuera internado, por lo que Lüdecke informó al funcionario chileno local de su intención de hacerlo.

## Emboscada y hundimiento

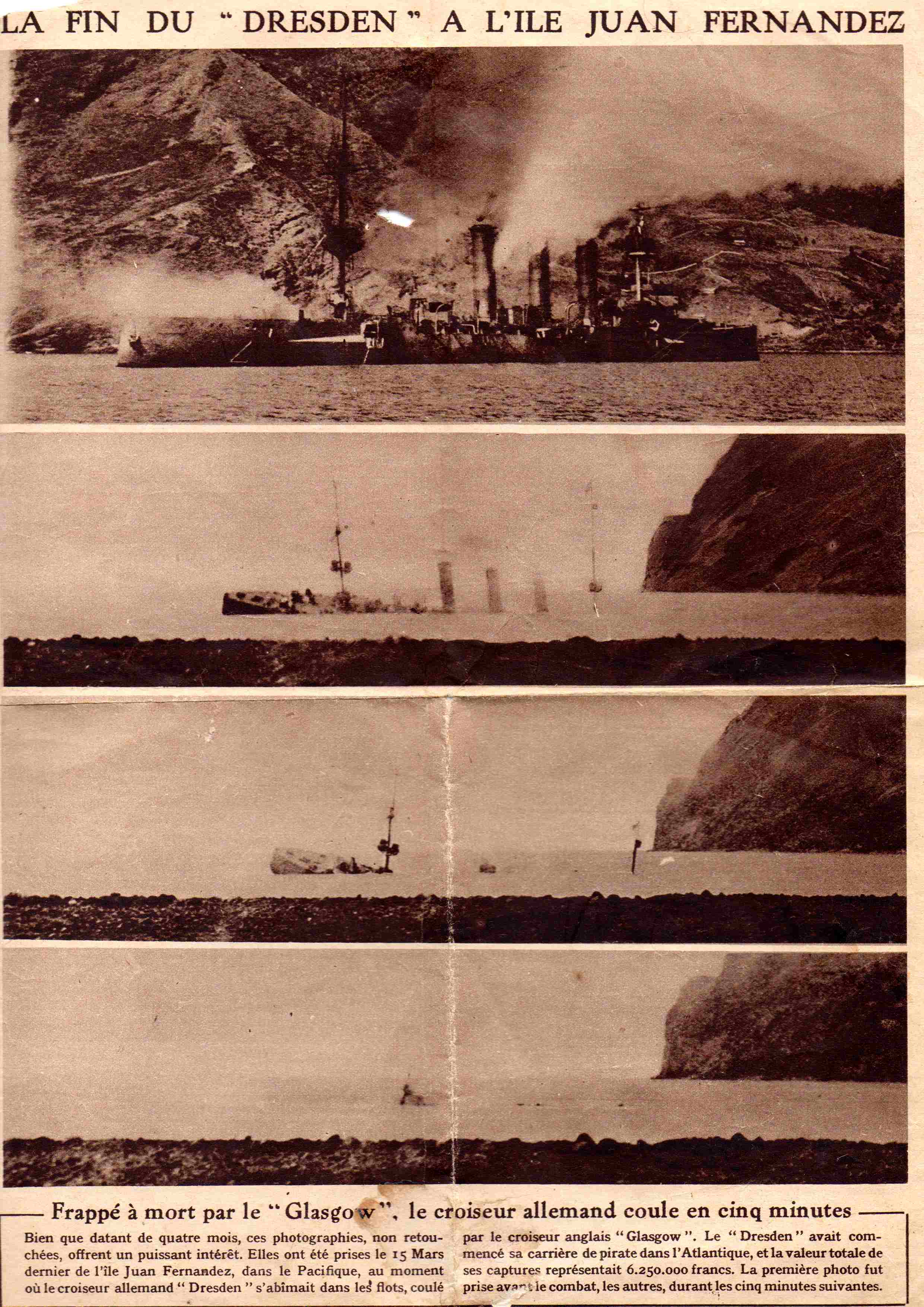
Hundimiento del Dresden, periódico Le Miroir (20 de junio de 1915).

La gobernación chilena sólo ofreció 72 horas de reparación con sus propios medios o internación. Estando en estos trámites, una fuerza británica compuesta por los cruceros HMS Kent, HMS Orama y HMS Glasgow (C21) lo sorprendió fondeado en la mañana del 14 de marzo de 1915. El Kent y el Glasgow se acercaron a la bahía de Cumberland; su aparición fue transmitida a Dresden por una de sus pinazas, que había sido enviada a patrullar la entrada a la bahía. El Dresden no pudo maniobrar debido a la escasez de combustible y Lüdecke indicó que su barco ya no era combatiente. Los británicos hicieron caso omiso de este mensaje, así como un barco chileno que se les acercó cuando ingresaban a la bahía. El Glasgow abrió fuego, en violación de la neutralidad de Chile; Gran Bretaña ya había informado a Chile que los buques de guerra británicos ignorarían el derecho internacional si ubicaban al Dresden en aguas territoriales chilenas. Poco después, el Kent también se unió al bombardeo. Los artilleros alemanes dispararon tres cañonazos en respuesta, pero los cañones fueron rápidamente silenciados por el fuego británico. El Dresden hizo algunos disparos, pero una batería de popa fue alcanzada muriendo siete tripulantes.
Lüdecke, imposibilitado de escapar o hacer frente, e intentando ganar tiempo para preparar la nave para su hundimiento, envió una señal de negociación a los buques de guerra británicos y envió a Canaris en una pinaza; el Glasgow continuó bombardeando al crucero indefenso, ignorando la señal. En otro intento de detener el ataque, Lüdecke izó la bandera blanca, lo que provocó que el Glasgow cesara el fuego. Canaris subió a bordo para hablar con el capitán John Luce; el primero protestó enérgicamente por la violación de la neutralidad de Chile por parte del segundo. Luce simplemente respondió que tenía órdenes y exigió una rendición incondicional. Canaris explicó que el Dresden ya había sido internado por Chile y luego regresó a su barco, que mientras tanto había sido preparado discretamente para ser hundido y evitar su captura.
A las 10:45, la carga de hundimiento detonó en la proa e hizo explotar los cargadores de municiones delanteros. El arco estaba ya en muy mal estado; en aproximadamente media hora, el barco había cogido suficiente agua para hundirse. Al chocar contra el fondo del mar, la proa se separó del resto del barco, que rodó hacia estribor. Mientras el resto del casco se asentaba bajo las olas, una segunda carga explotó en las salas de máquinas del barco.
El capitán Lüdecke ordenó desembarcar la tripulación y preparar el hundimiento de su nave: Algunos miembros de la tripulación hicieron explotar la santabárbara de proa y abrieron las válvulas de fondo, para luego lanzarse a nado para alcanzar la orilla mientras el crucero imperial comenzaba a hundirse a las 11:35.
Los heridos más graves fueron atendidos por los mismos británicos y trasladados a Valparaíso en el transporte Orama. Más tarde el crucero chileno Esmeralda se presentó y trasladó a los restantes marinos a Concepción.
La tripulación fue internada en la isla Quiriquina (Talcahuano, Chile) por el resto de la guerra. Tan sólo tres integrantes se fugaron, entre ellos el teniente de navío Wilhelm Canaris, futuro jefe de la Abwehr en el período nazi. El resto decidió unirse a la comunidad alemana residente en Chile.

### Wilhelm Canaris

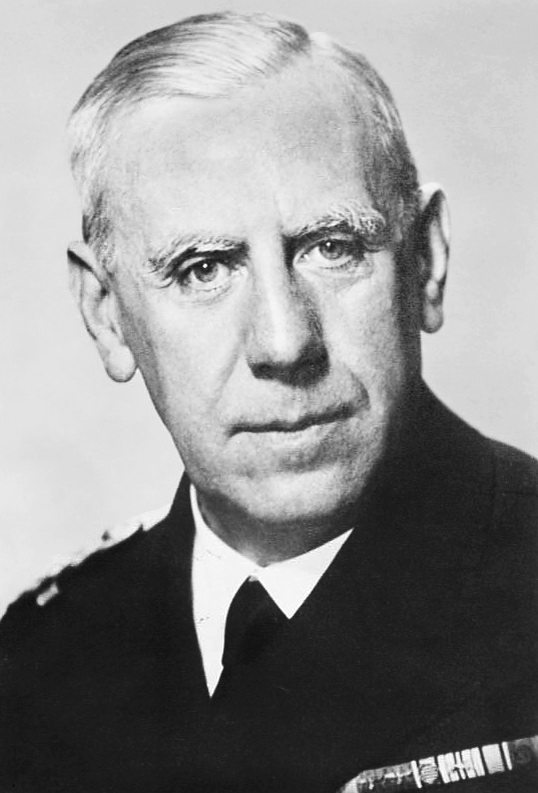
Wilhelm Canaris

Wilhelm Canaris tuvo una larga relación con Chile, con origen en el Dresden, según lo documenta Richard Basset en El enigma del almirante Canaris. Historia del jefe de los espías de Hitler. Navegó por sus costas hizo ejercicios navales en Tierra del Fuego y Chiloé. A bordo del Dresden, eludió en el Pacífico Sur, durante varios meses, a Royal Navy. El Dresden fue el único navío alemán que sobrevivió a la catastrófica derrota teutona en las Malvinas, a fines del año anterior. Y cuando finalmente quedó atrapado frente a las costas de Juan Fernández, una última y habilidosa jugada Canaris, oficial de inteligencia a bordo, permitió que la tripulación desembarcara y hundiera su barco, impidiendo así a los británicos cañonearlo a discreción. En premio a su desempeño fue el primer oficial autorizado a huir del archipiélago chileno, donde se suponía que toda la tripulación del Dresden debía permanecer internada hasta el fin de la guerra. La tripulación sobreviviente del Dresden, Canaris entre ellos, fue internada en Chile, en la isla Quiriquina -frente a Talcahuano- y pese a que formalmente eran prisioneros, el relajamiento de las medidas de seguridad impuestas por Chile permitió a varios de los oficiales viajar a Concepción en más de una oportunidad. La fuga de Canaris (y, luego, de casi toda la tripulación) contó con el decidido apoyo de los anfitriones.
En agosto de 1915 se fugó junto a otros compañeros de armas desde Chile, desde Osorno. Allí estaba alojado en la mansión Von Geyso, desde donde lo enviaron al fundo Eggers, en Puyehue, a fin de preparar el cruce de la cordillera, lo que hizo solo y a caballo. Al otro lado, en una de las puntas del Nahuelhuapi, era esperado por otro integrante de la familia Eggers, que lo cruzó en bote hasta San Carlos de Bariloche, ubicándolo por algunos días en la estancia de Luis von Bülow. Allí fue recibido por el cónsul alemán Karl Wiederhold, quien le proporcionó ayuda.
Provisto de un pasaporte chileno -auténtico, que fue conseguido por agentes de la embajada alemana en Buenos Aires- a nombre de Reed Rosas, un modesto vendedor anglochileno, Canaris emprendió un viaje de 500 km hacia Osorno, en tren, llegando a esta ciudad el 6 de agosto valiéndose de su excelente dominio del español, y marchó hacia Argentina, donde finalmente consigue embarcarse hacia Alemania en un carguero neerlandés que lo llevó a Rótterdam, desde donde retornó a Alemania, donde fue rápidamente ascendido a capitán.
Además, fue reclutado por la inteligencia exterior alemana, dadas dotes de actor y su conocimiento del idioma de Cervantes, siendo enviado a trabajar a la embajada alemana en Madrid, donde estuvo un año ejerciendo funciones de espía, para lo cual utilizaba como cobertura su falsa de identidad del chileno Reed Rosas, agregando -cuando se lo preguntaban- que él venía de una pequeña ciudad del sur de Chile llamada Osorno.

### Pecio
En febrero de 1960, el buzo Francisco Ayarza llegó a encontrar los restos del SMS Dresden en la bahía Cumberland, en lo que entonces se conocía como la isla de Más a Tierra. El pecio se sitúa a medio kilómetro de tierra firme, descansando sobre el costado de estribor a setenta metros de profundidad, en un entorno de aguas de gran claridad.
El pecio del Dresden es hoy una atracción para buzos profesionales debido a la claridad del agua en ciertas épocas del año, y se conserva aún en relativo buen estado, en el fondo del puerto de la isla a unos 70 m de profundidad y a 516 m del embarcadero. Muchas piezas de vajilla han sido extraídas por buzos lugareños.
En febrero de 2006 fue rescatada la campana de bronce de 155 kg del crucero por un grupo de arqueólogos. Se exhibió durante un año en el Museo Naval y Marítimo de Valparaíso en Chile antes de ser prestada a Alemania por las autoridades chilenas, por un período de cinco años, en muestra de las buenas relaciones institucionales. Actualmente se encuentra en el Museo Militar de la ciudad de Dresde.
Hay una pieza hecha de material fundido del Dresden en la Séptima Compañía de Bomberos de Concepción, Bomba Alemana ubicada en Veteranos del 79 S/N
El 13 de junio de 2014, la Embajada de la República Federal de Alemania en Chile hizo entrega de una réplica de la campana del crucero ligero alemán SMS Dresden al Museo Marítimo Nacional de Chile. La réplica es copia de la campana original de 144 kilos de peso y su confección fue financiada por el Ministerio Federal de Relaciones Exteriores de la República Federal de Alemania. Está previsto que la campana original regrese a Chile el año 2021. Fue restaurada en el Museo Regional Arqueológico de Schleswig y desde el 14 de noviembre de 2008 está siendo exhibida en el Museo Histórico Militar de las Fuerzas Armadas Federales en Dresde.
Para conmemorar el centenario del hundimiento del Dresden, la Liga Chileno-Alemana inauguró el 3 de noviembre de 2014 una exposición itinerante con piezas originales halladas y documentos de la historia del SMS Dresden. La exposición se abrió en la sede de la Liga Chileno-Alemana y luego inició un recorrido por Punta Arenas, Puerto Montt, Concepción y Valparaíso. En marzo de 2015, la exposición fue entregada solemnemente junto a una segunda réplica de la campana a la isla Robinson Crusoe para quedarse allí permanentemente.

## El tesoro delDresden

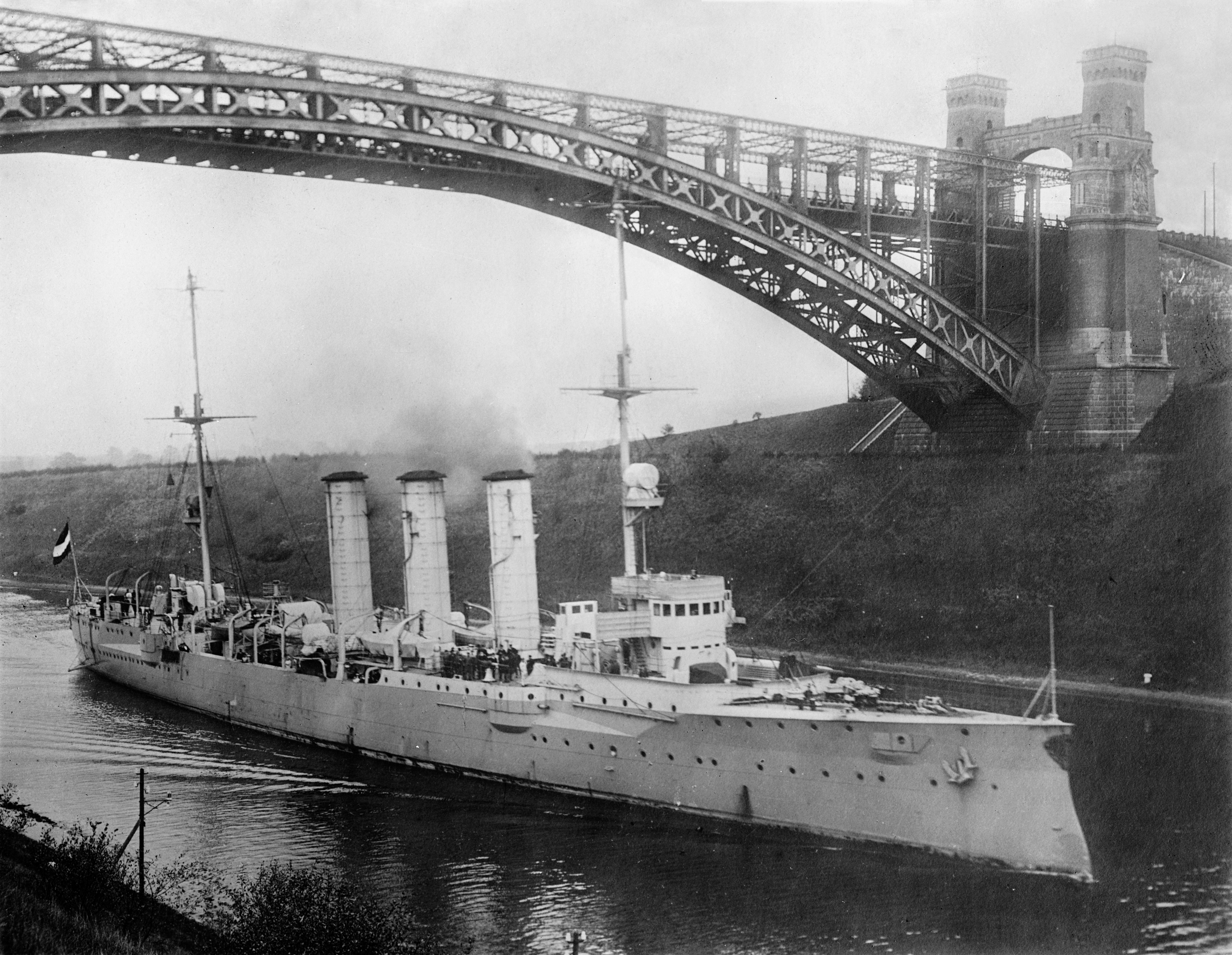
El Dresden cruzando el canal de Kiel en torno al año 1909.

La situación política en México en 1910 era caótica, los gobernantes eran derrocados continuamente, ante lo cual Alemania envió al crucero SMS Dresden para cautelar los intereses y la seguridad de la colonia alemana residente. En Tampico la situación era dramática e insostenible, imperaba el desorden y ante el inminente peligro de saqueo, los colonos alemanes entregaron al comandante sus joyas, dinero, oro y objetos de valor, iniciativa a la que se unieron otras familias de extranjeros, así como personajes mexicanos adinerados. Todo debía ser puesto a resguardo en un banco al regreso del Dresden a Alemania. El tesoro quedó en una caja bajo la custodia del comandante de la nave.
La nave navegaba rumbo a Alemania cuando estalló la Primera Guerra Mundial, agosto de 1914. El comandante recibió la orden de efectuar la guerra de corso en el Atlántico y, posteriormente, dirigirse a Isla de Pascua para integrarse a la escuadra del almirante Maximilian von Spee. En noviembre, el escuadrón de cruceros alemanes consiguió la victoria naval de Coronel, y esta misma fuerza, al incursionar en el Atlántico, fue completamente derrotada en las Malvinas, salvándose solamente el Dresden, el cual sufrió múltiples averías en el combate de Las Malvinas. Se ocultó en los canales patagónicos del sur de Chile donde fue ayudado y aprovisionado por el ciudadano alemán Harry Rothenburg, que residía en Punta Arenas. Aconsejado por Rothenburg, la nave puso rumbo al estero de Quintupeu, cerca de Puerto Montt. Allí la nave terminó su reparación y continuó su navegación hacia el norte, debiendo fondear en la isla Robinson Crusoe, pues ya no tenía carbón para sus calderas. Finalmente fue localizado por varios buques de guerra británicos y hundido en la bahía Cumberland.
Uno de los testigos presenciales afirmó: 

Entre los miembros de la colonia alemana de Puerto Montt se comenta que varios de sus antepasados, que estuvieron a bordo del crucero mientras estuvo fondeado en Quintupeu, contaban que el último día, antes del zarpe, desde el buque arrojaron un cajón grande al mar y que este podría haber contenido el tesoro de Tampico. Durante muchos años pescadores y buzos recorrieron el fiordo, pero no encontraron nada.
Albert Pagels